# Cristian Alfaro
Cristian Francisco Orlando Alfaro (Salta, 8 de septiembre de 1977) es un exfutbolista argentino que jugaba de delantero y se retiró en Mitre de Salta. 
Se destacó en clubes como Juventud Antoniana de Salta, The Strongest y Nueva Chicago.

## Carrera
Comenzó su carrera profesional en el Centro Juventud Antoniana donde permaneció hasta el 2002 ya que luego fichó en el Oriente Petrolero de Bolivia como refuerzo para la Copa Sudamericana. En el equipo boliviano no brillo y regreso a Juventud Antoniana a inicios del 2003 para luego regresar al fútbol boliviano, pero esta vez al Strongest donde también disputó la Copa Sudamericana y ahí logró el hasta ahora su único título.
Tras su nuevo irregular paso por el fútbol boliviano que le trajo hasta una grave lesión retorno nuevamente a su natal Juventud Antoniana donde comenzó con un escaso aporte goleador pero en el 2005 volvió a ser un goleador pero en el 2006 tras problemas de sueldos impagos queda como jugador libre y ficha en Huracán. Tras un año en Huracán fichó para Chacarita Juniors donde se convirtió en titular indiscutido en un comienzo convirtiendo goles a pesar de que después tuvo la competencia de Cristián Milla.
En el 2008 llegó como reemplazo de Juan Manuel Cobelli a Santiago Wanderers, al comienzo no pudo consolidarse como goleador donde partió como suplente y luego de un importante gol se ganó el puesto de titular donde normalmente fue cambiado a pesar de ser una constante amenaza en el área rival. En su segundo torneo defendiendo los colores del decano del fútbol chileno se empezaron a destacar sus dotes goleadores siendo el goleador del equipo y terminado el Torneo de Apertura finalizó su préstamo, pero llegó a un acuerdo con el cuadro caturro con el cual permaneció en el equipo por todo el Torneo de Clausura donde nuevamente se convirtió en el goleador del equipo siendo pieza clave de un ascenso que se logra al final de la temporada. Finalmente pese a ser el goleador del equipo en noviembre de 2009 no se le renueva su contrato por el club porteño. Tras estar sin club por dos meses y tras varias ofertas del fútbol argentino finalmente recala en el club recién ascendido a la Primera B de Chile, Unión Temuco.
A principios de 2011 y tras permanecer un semestre sin club, fichó para Central Norte, quien es la principal rivalidad del club en el que hizo su debut. En julio de 2011 se incorporó al plantel de Nueva Chicago, club que militaba en la tercera división del fútbol argentino y logró ascender a la B Nacional convirtiendo 9 goles en los 26 partidos que disputó. 
Luego de una buena temporada, emigró a Atlanta para reforzar al "bohemio" en la temporada 2012-2013, donde solo jugó 10 partidos jugados en semestre que disputó en el "Bohemio". Luego, el técnico Sergio Rondina le aclaró que no sería tenido en cuenta y debería buscar un nuevo equipo.
A principios del 2013 Talleres de Perico del Torneo Argentino B aprovechó para conseguir los servicios del jugador sin lugar en el conjunto "Bohemio".  
Comienza la temporada 2013/14 en el Club Atlético Mitre de Salta, donde se destaca como goleador con 12 goles en 13 partidos en el Torneo Argentino B, y 1 gol más en la Copa Argentina, ante Unión Güemes. Luego, durante el segundo semestre de 2014 marca 12 goles que llevan a su equipo a pelear por el ascenso a pesar de no lograrlo finalmente. Además, varios equipos del Torneo Federal A quisieron contratarlo. Se retiró en 2017.

## Clubes
| Club               | País      | Año       |
| ------------------ | --------- | --------- |
| Juventud Antoniana | Argentina | 1999-2002 |
| Oriente Petrolero  | Bolivia   | 2002      |
| Juventud Antoniana | Argentina | 2003      |
| The Strongest      | Bolivia   | 2003      |
| Juventud Antoniana | Argentina | 2004-2005 |
| Huracán            | Argentina | 2006      |
| Chacarita Juniors  | Argentina | 2007-2008 |
| Santiago Wanderers | Chile     | 2008-2009 |
| Unión Temuco       | Chile     | 2010      |
| Central Norte      | Argentina | 2011      |
| Nueva Chicago      | Argentina | 2011-2012 |
| Atlanta            | Argentina | 2012      |
| Talleres de Perico | Argentina | 2013      |
| Mitre de Salta     | Argentina | 2013-2017 |

## Palmarés

### Títulos nacionales
| Título                    | Equipo            | País      | Año     |
| ------------------------- | ----------------- | --------- | ------- |
| Primera División          | Oriente Petrolero | Bolivia   | 2002    |
| Primera División          | The Strongest     | Bolivia   | 2003    |
| B Metropolitana (Ascenso) | Nueva Chicago     | Argentina | 2011/12 |